# Popevka 2018
42. festival Popevka je potekal 23. septembra 2018 v studiu 1 Televizije Slovenija. Vodila sta ga Nuška Drašček in Mario Galunič.
Potem ko je festival dve leti (2016 in 2017) potekal v okviru Dnevov slovenske zabavne glasbe, je bil leta 2018 ponovno organiziran kot samostojen festival, ki je v enem večeru združil v času DSZG-ja ločena Popevko, na kateri so bile pesmi izvedene ob spremljavi orkestra, in Poprock, na katerem so bile pesmi izvedene ob spremljavi benda oz. so izvajalci glasbo izvajali sami. Za razliko od obdobja pred DSZG-jem se festival imenuje le Popevka in ne Slovenska popevka.

## Javni razpis
Javni razpis je potekal od 15. februarja do 8. aprila 2018. Pravila razpisa so med drugim določala:
- izvajalci morajo biti na dan 1. septembra 2018 stari najmanj 16 let
- prijavljena skladba je lahko dolga največ tri minute in pol
- besedilo mora biti v slovenskem jeziku
- skladba mora biti izvirna in še ne priobčena javnosti na dan prijave na razpis
- izbrani izvajalci bodo skupaj s spremljevalnimi vokalisti skladbo izvedli v živo z revijskim orkestrom Radiotelevizije Slovenija ali z ansamblom/bendom Radiotelevizije Slovenija
- poleg prijavljenih skladb si Radiotelevizija Slovenija pridrži pravico neposredno povabiti k sodelovanju poljubno število avtorjev ali/in izvajalcev
- dokončna odločitev o izvedbi prijavljene skladbe (orkester ali bend) je v pristojnosti Radiotelevizije Slovenija (prijavitelj lahko izrazi želeno izvedbo prijavljene skladbe)
- o avtorju priredbe za orkester dokončno odloči Radiotelevizija Slovenija

Na razpis je prispelo 100 prijav. Petčlanska strokovna izborna komisija je za festival izbrala 12 tekmovalnih skladb ter eno rezervno. Rezervna skladba ("Ti si" Gregorja Ravnika) je bila pozneje prav tako uvrščena v tekmovalni program festivala.

## Tekmovalne skladbe
| #   | Izvajalec                     | Naslov skladbe                   | Avtor glasbe, besedila, priredbe                                  |
| --- | ----------------------------- | -------------------------------- | ----------------------------------------------------------------- |
| 1.  | Flora Ema Lotrič              | "Pijana od ljubezni"             | Anže Langus Petrović (g), Flora Ema Lotrič (b), Patrik Greblo (p) |
| 2.  | Alex Volasko                  | "Če pomlad nikoli več ne pride"  | Alex Volasko (gb), Aleš Avbelj (p)                                |
| 3.  | Tjaša Hrovat in Uroš Steklasa | "Odgovor že poznaš"              | Uroš Steklasa (gb), Gašper Konec (p)                              |
| 4.  | Canegatto                     | "Samo mirno, samo dalje"         | Andraž Gartner (gb), Lenart Krečič (p)                            |
| 5.  | Gregor Ravnik                 | "Ti si"                          | Marko Hrvatin (gp), Mitja Bobič (gp), Drago Mislej - Mef (b)      |
| 6.  | Nika Zorjan                   | "Za vedno (Za skaus)"            | Raay (gp), Nika Zorjan (g), Rok Lunaček (b), Boštjan Grabnar (p)  |
| 7.  | Andraž Hribar                 | "Stari most"                     | Andraž Hribar (g), Milan Hribar (b), Patrik Greblo (p)            |
| 8.  | Nastja Gabor                  | "Tisoč in ena zgodba"            | Žiga Pirnat (gbp), Andraž Gliha (g)                               |
| 9.  | Matjaž Kumelj                 | "Živim na pol"                   | Matjaž Kumelj (g), Rok Lunaček (b), Primož Grašič (p)             |
| 10. | MJAV                          | "Tak moment"                     | Ani Frece (gb), Jasmina Šmarčan (b), Gašper Konec (p)             |
| 11. | Manca Špik                    | "Kot bi te kdo ustvaril po meni" | Raay (gp), Rok Lunaček (b), Boštjan Grabnar (p)                   |
| 12. | Rene Markič                   | "Naprej"                         | Jean Markič (gbp)                                                 |
| 13. | Lea Likar                     | "Z očmi zaljubljenca v maju"     | Nejc Podobnik (gb), Matija Krečič (p)                             |

Izvajalce sta spremljala Revijski orkester RTV Slovenija oz. festivalski ansambel pod dirigentskim vodstvom Patrika Grebla (razen pri skladbi "Tisoč in ena zgodba", pri kateri je za dirigentsko paličico poprijel Žiga Pirnat). Spremljevalne vokale so peli Mitja Bobič, Sandra Feketija in Saša Lešnjek.

## Nagrade
Zmagovalna popevka
Izbor zmagovalca (in prejemnika velike nagrade festivala) je potekal v dveh krogih. Strokovna žirija je (na podlagi skupne ocene žirantov v kategoriji najboljša skladba) najprej določila tri finaliste, izmed katerih je občinstvo izglasovalo zmagovalca:
| Finalist                                       | % tel. glasov |
| ---------------------------------------------- | ------------- |
| Alex Volasko ("Če pomlad nikoli več ne pride") | 34,94         |
| Canegatto ("Samo mirno, samo dalje")           | 34,21         |
| Lea Likar ("Z očmi zaljubljenca v maju")       | 30,85         |

Zmagovalna skladba Popevke 2018 je tako postala "Če pomlad nikoli več ne pride" Alexa Volaska.
Nagrade strokovne žirije
Strokovna žirija je podelila nagrade v štirih kategorijah:
- nagrada za najboljše besedilo skladbe: Nejc Podobnik za "Z očmi zaljubljenca v maju"
- nagrada za najboljšo interpretacijo oz. izvedbo: Gregor Ravnik
- nagrada za najboljšo priredbo: Matija Krečič za "Z očmi zaljubljenca v maju"
- nagrada za najbolj obetavnega avtorja in/ali izvajalca: Canegatto - Andraž Gartner za "Samo mirno, samo dalje"

Strokovno žirijo (ki je izbrala tri finaliste in nagrajence) so sestavljali Eva Hren, Anja Rupel (predsednica), Mojca Menart, Martin Štibernik in Robert Pikl.

## Spremljevalni program
Spremljevalni program je bil posvečen 20-letnici obuditve festivala (1998–2018). Nastopili so:
| Izvajalec                    | Pesem                    |
| ---------------------------- | ------------------------ |
| Katrinas                     | "Letim"                  |
| Eva Černe                    | "Pomlad v mestu"         |
| Alenka Godec                 | "Boljša kot prej"        |
| Alenka Godec                 | "Rada bi znova poletela" |
| Anika Horvat                 | "Belo nebo"              |
| Anika Horvat                 | "Samo ti"                |
| Darja Švajger                | "Sončen dan"             |
| Darja Švajger                | "Otok ljubezni"          |
| Nuša Derenda                 | "Pesek v oči"            |
| Nuša Derenda in Marko Vozelj | "Naj nama sodi le nebo"  |
| Marko Vozelj                 | "Za prijatelje"          |

Nastopila je tudi zmagovalka Poprocka 2017 Anabel z "Ob kavi". Večer je otvorila Nuška Drašček z zmagovalno popevko 2017 "Tak dan".